# 清木場俊介 (アルバム)
『清木場俊介』（きよきばしゅんすけ）は、2005年10月16日に発売された清木場俊介の1枚目のオリジナル・アルバム。

## 概要
清木場のソロ名義での初のアルバムで、EXILE在籍時に発売された。レコーディングはロサンゼルスで敢行された。
初回盤と通常盤の2形態で発売。初回盤にはDVDが付いており、レコーディング、ジャケット撮影・ミュージック・ビデオ撮影のドキュメンタリーやインタビュー映像が収録されている。
本作には、シングル「いつか…」「さよなら愛しい人よ…」、C/W曲の「なにもできない」、EXILEやEXILES名義の作品に収録された「ありがとう」、「例えば…ボクが。」など計12曲を収録しているが、EXILEの1stアルバム『our style』に収録されたソロ楽曲「それが僕だから」と2ndシングル「さよなら愛しい人よ…」のC/W曲「爾来〜10年後のボク等〜」は未収録となった。
2005年10月31日付のオリコン週間アルバムランキングで5位を記録した。

## 収録曲
シングル・初出が他作品楽曲の詳細については各項目を参照。

### CD
全曲 作詞：清木場俊介
1. キャップアップ（3:32）[1]
作曲：佐野健二
2. 愚説（2:56）[1]
作曲：川根来音
3. なにもできない（5:13）[1]
作曲：清木場俊介
TBS系列ドラマ「メモリー・オブ・ラブ」挿入歌[6]
1stシングル「いつか…」のC/W曲。
表記はないが、アルバム・バージョンでの収録[7]。
4. キミが好きだから（4:38）[1]
作曲：清木場俊介
5. 進め（2:28）[1]
作曲：川根来音
6. いつか…（5:12）[1]
作曲：清木場俊介
TBS系列ドラマ「メモリー・オブ・ラブ」主題歌[6]
1stシングルで、ソロデビュー曲。
表記はないが、アルバム・バージョンでの収録[7]。
2009年に発売されたベスト・アルバム『清木場俊介 SONGS 2005-2008』には、シングル・バージョンで収録された。
7. 例えば…ボクが。（5:36）[1]
作曲：川根来音
EXILESのアルバム『HEART of GOLD 〜STREET FUTURE OPERA BEAT POPS〜』に収録されている楽曲。
表記はないが、アルバム・バージョンでの収録[7]。
8thシングル「SAKURA」（通常盤）のボーナス・トラックにライブ音源が収録されている。
8. 意味の無いI LOVE YOU（3:53）[1]
作曲：川根来音
9. さよなら愛しい人よ…（5:19）[1]
作曲：坂本サトル
テレビ朝日系ドラマ「刑事部屋〜六本木おかしな捜査班〜」主題歌[6]
2ndシングル。
10. それっ!（4:06）[1]
作曲：川根来音
ネットシネマ「探偵事務所5」主題歌[6]
11. 唄い人（5:18）[1]
作曲：川根来音
メディア・スーツ配給映画「探偵事務所5 ｰ5ナンバーで呼ばれる探偵たちの物語-」主題歌[6]
ソロ活動の最初期に書かれた楽曲で、以後ライブの定番曲とされている[8]。EXILEの2005年のライブツアー『EXILE LIVE TOUR 2005 〜PERFECT LIVE "ASIA"〜』でも演奏された。
2009年に発売されたベスト・アルバム『清木場俊介 SONGS 2005-2008』にも収録。
2014年に発売されたベスト・アルバム『唄い屋・BEST Vol.1』にはリアレンジ・再録された音源が収録された[9]。
2010年に発売された5thアルバム『ROCK&SOUL』に収録の「GO! WAY!」は、「『唄い人』に代わる曲」とされている[10]。
12. ありがとう（6:27）[1]
作曲：清木場俊介
テレビ朝日系「奇跡の扉 TVのチカラ」エンディング・テーマ[6]
EXILEのシングル「real world」に収録されている楽曲。
表記はないが、アルバム・バージョンでの収録[7]。

### DVD
1. 唄い屋・清木場俊介